# Tiziano Tononi
Tiziano Tononi (* 18. November 1956 in Mailand) ist ein italienischer Jazz-Schlagzeuger und Komponist.

## Leben und Wirken
Tononi erlernte zunächst als Autodidakt Schlagzeug und spielte Rockmusik, bevor er sich dem Avantgarde Jazz annäherte. Nachdem er 1978 Andrew Cyrille begegnete, studierte er bei diesem in New York City Schlagzeug und Perkussion u. a. bevor er in seiner Geburtsstadt in der Civica Scuola di Musica von David Searcy unterrichtet wurde. Mit dem Orchester der Scala war er an Aufführungen klassischer Musik (etwa von Luigi Nono) beteiligt. 1981 nahm er in New York Unterricht bei Bob Moses. Tononi ist seit Beginn der 1980er Jahre langjähriges Mitglied der Formation Nexus um Daniele Cavallanti, mit dem Aufnahmen entstanden, bei denen Gastmusiker wie Glenn Ferris, Herb Robertson und Dewey Redman mitwirkten; die beiden bildeten auch das Free-Jazz-Duo Udu Calls. Mit Searcy und Jonathan Scully spielte er 1985 im Perkussions-Trio Moon on the Water, das teilweise um Stewart Copeland erweitert wurde und drei Alben aufnahm. Mit Cavallanti und Angiolo Tarocchi begründete er 1989 das Jazz Chromatic Ensemble. Außerdem arbeitet er mit eigenen Formationen, wie der Society of Freely Syncopated Organic Pulses, der Cavallanti, Lauro Rossi, Renato Geremia und Guido Mazzon angehören. 2000 erschien bei Splasc(h) die Roland Kirk gewidmete 3-CD-Edition We Did It, We Did It!. Tononi ist Gründungsmitglied des Italian Instabile Orchestra zu dessen Repertoire er Kompositionen beisteuerte.

## Diskographische Hinweise
- They Cannot Know (Soul Note, 1986) mit Dino Betti van der Noot
- Ketchup (Sensible, 1995) mit Giovanni Maier
- Awake Nu: A Tribute to Don Cherry (1996)
- Infinity Train (Musica Jazz, 1997), mit Umberto Petrin, Renato Geremia, Sandro Satta
- We Did It, We Did It! (Rahsaan & The None) (Splasc(H), 2000), mit Achille Succi, Gianluigi Trovesi, Herb Robertson
- Geometrics: Filmworks #1 (Splasc(H), 2002)
- Peace Warriors: Ornette Coleman Revisited, Vol. 1 (Black Saint, 2007)
- Rings of Fire (Long Song Artist, 2009), mit Daniele Cavallanti
- Vertical Invaders (Black Saint, 2010) mit William Parker, Emanuele Parrini